# برونو ویانا
برونو ویانا (انگلیسی: Bruno Viana؛ زادهٔ ۵ فوریهٔ ۱۹۹۵) بازیکن فوتبال اهل برزیل است.
از باشگاه‌هایی که در آن بازی کرده‌است می‌توان به باشگاه ورزشی کروزیرو اشاره کرد.